# Warbringer
Gli Warbringer sono una band Thrash metal statunitense formatasi a Newbury Park (California) nel 2004, che si distingue per il sound estremo e la tecnica della musica che propone.

## Storia del gruppo
Inizialmente il nome della band era "Onslaught", poi modificato a causa dell'omonimia con il gruppo britannico. Gli Warbringer hanno firmato un contratto con la Century Media Records quando un rappresentante dell'etichetta discografica li vide suonare dal vivo, rimanendo impressionato dal gruppo.
Il gruppo ha pubblicato sinora sei album, War Without End (2008), titolo scelto in onore dei Metallica, Waking Into Nightmares (2009), che fu prodotto da Gary Holt, membro storico degli Exodus, Worlds Torn Asunder (2011), IV: Empires Collapse (2013), Woe to the Vanquished (2017) e Weapons of Tomorrow (2020). I primi tre hanno ricevuto ottimi consensi dal pubblico e dalla critica; in particolare, il terzo si distingue dai precedenti per una qualità compositiva nettamente superiore, ottimizzata anche da una produzione notevole.
La band ha annunciato nel giorno 7 Gennaio 2024 il loro settimo album in studio Wrath And Ruin.

## Formazione

### Formazione attuale
- John Kevill - voce
- John Laux - chitarra
- Adam Carroll - chitarra
- Andy Laux - basso
- Carlos Cruz - batteria

### Ex componenti
- Evan - batteria
- Victor - chitarra
- Emilio Hoschet - chitarra
- Ryan Bates - batteria
- Nic Ritter - batteria
- Ben Bennett - basso

## Discografia

### Album in studio
- 2008 - War Without End
- 2009 - Waking into Nightmares
- 2011 - Worlds Torn Asunder
- 2013 - IV: Empires Collapse
- 2017 - Woe to the Vanquished
- 2020 - Weapons of Tomorrow
- 2025 - Wrath and Ruin

### EP
- 2006 - One by One, the Wicked Fall

### Demo
- 2004 - 2004 demo
- 2005 - Born of the Ruins